# Hannelore Conradsen
Hannelore Conradsen (* 11. Februar 1948 in Kiel) ist eine deutsche Drehbuchautorin, Film- und Fernsehproduzentin und Film- und Fernsehregisseurin.

## Biografie
Conradsen erhielt eine Ausbildung zur kaufmännischen Angestellten. Seit 1969 ist sie verheiratet mit Dieter Köster. Seit den 1970er Jahren war sie als Bankangestellte, Fahrdienstleiterin, Model und Regieassistentin tätig. In den 1980er Jahren arbeitete sie als Autorin von Kinder- und Jugendbücher (…zurück aus Hollywood), Co-Regisseurin und realisierte in den 1990er Jahren Dokumentarfilme und Dokumentationen für das Fernsehen, die sich in Form und Inhalt von einer Elitekultur lösen (Co-Regie mit Dieter Köster).
In ihren Filmen werden vielfach kleine Szenen, oft nur Randbeobachtungen, zu Geschichten assoziiert, die vom Milieu der Stimmungsmacher, Top-Manager, Formationstänzer, Popsänger oder bei Reisenden im Orient-Express handeln. Mit Dieter Köster realisiert Conradsen auch immer wieder subjektive Reise-Filme: Wir können Kälte nicht ausstehen.
Oft thematisiert Conradsen auf unterhaltsame Art und Weise den Hang ihrer Protagonisten zur Unterordnung in unterschiedlichen Lebenslagen und zeigt die Folgen. Für ihre Filme erhielt sie (unter anderem) den Sonderpreis beim Filmfestival Max Ophüls Preis 1983 für Wilde Clique, der wegen dieses Spielfilms ins Leben gerufen wurde.
2006/2007 liefen Arbeiten als Produzentin an einer Real-Animation, in der sie und Dieter Köster zum ersten Mal Fiktion und Wirklichkeit – via Internet – in einer surrealen Geschichte verbinden: unter dem Titel Ich bin 3 Kirschkuchen (Gloria im Wunderland).
Ihr Sohn ist der Diplom-Sozialpädagoge und Filmemacher Svenne Köster. Hannelore Conradsen lebt in Berlin, produziert ihre Filme mit mbu und arbeitet an der TU Berlin („Um im Film- und Fernsehgeschäft nicht betriebsblind zu werden“).

## Filme (Auswahl)
- 1970–1973: Briefwechsel (HCK/Pro Film/ZDF)
- 1978: Holger wohnt im Zoo (ARD)
- 1980: Schöne lahme Ferien (ARD)
- 1981: Die Mauerbande (ARD)
- 1982: Die kleine Freiheit (HCK/Fuzzi Film/ARD)
- 1983: Wilde Clique (HCK)
- 1984: … zurück aus Hollywood (ARD)
- 1984: Rauschendes Leben (C $ V Film)
- 1986: Wohin mit Willfried (ARD)
- 1990: Ha(a)rmonie in Vollendung (HCK/ARD)
- 1992: Harte Jobs (HCK/ARD)
- 1994: Heimatklänge (HCK/ARD)
- 1995: Unser Dorf soll schöner werden (HCK/ARD)
- 1996: Feste feiern (HCK/ARD)
- 1997: Ferien beim Schleifer (Sat.1)
- 1997: Klaus und Klaus und aus! (Sat.1)
- 1997: Mike Krüger – Beruf Stimmungsmacher (HCK/ARD)
- 1997: Taft und Takt (HCK/ARD)
- 1998: Eisleute (HCK/ARD)
- 1999: Wer angibt, hat mehr vom Leben (HCK/ARD)
- 2000: Träume auf Rädern – Orient-Express (HCK/ARD)
- 2000: Szenen aus unserem Leben (HCK)
- 2001: Start up in den Popmusikhimmel (HCK/ARD)
- 2005: Kreuzfahrt in der Flußoase (HCK)
- 2006: LUXUS – Made in Cuba (HCK)
- 2006: Grüße von der Heimatfront (madebyus)
- 2007: Dorothea Moritz macht eine Landpartie (madebyus)
- 2008: Ich bin 3 Kirschkuchen! (madebyus)
- 2009: Sehn'se, det is Berlin! (MaRock – Film)